# Call of Duty: World at War
Call of Duty: World at War est un jeu vidéo de type FPS développé par Treyarch et édité par Activision sur Windows, PlayStation 3, Xbox 360 et Wii. Rebellion s'est occupé de la version PlayStation 2. Parallèlement, une version exclusive sur Nintendo DS, du fait de son format portable, a été développée par n-Space.
Treyarch, le développeur de Call of Duty 2: Big Red One et de Call of Duty 3, est chargé de ce cinquième volet. Le jeu retourne dans la Seconde Guerre mondiale sur le front Est durant les derniers jours du Reich, mais aussi, pour la première fois dans la série Call of Duty, cet opus prend place dans le Pacifique opposant les américains à l'empire du Japon.
Le jeu a également été, pour la première fois dans la série Call of Duty, déconseillé aux moins de 18 ans par le système PEGI.
Une version PlayStation 2 différente du présent jeu est sortie sous le nom Call of Duty: World at War - Final Fronts.

## Trame

### Univers
Call of Duty: World at War prend place pendant la Seconde Guerre mondiale, contrairement au titre précédent. La campagne solo (et par extension, coopérative) relate des conflits historiques de cette guerre sur deux fronts, mais les personnages et leurs histoires sont fictives. Les missions alternent les deux campagnes, cependant il n'y a pas de liens entre elles et sont indépendantes chronologiquement (c'est-à-dire que leurs histoires ne se déroulent pas exactement au même moment). Comme les autres titres de la série, la campagne fait référence aux films de guerre comme Il faut sauver le soldat Ryan ou Stalingrad.
Cet épisode se caractérise aussi par la violence et une ambiance angoissante. Ainsi, chaque théâtre présente son lot d'atrocités : en Pacifique, les soldats nippons surprennent par des pièges, camouflages et embuscades, tandis que les américains les brûlent au lance-flammes. À l'Est, les soviétiques vengeurs déferlent sur le Troisième Reich pour leur faire payer les atrocités qu'ils ont commises dans leur pays. Il y a une première introduction du gore dans la série, avec des membres qui peuvent être déchiquetés à tout moment.
Il arrive parfois de devoir faire des choix « moraux » tels que choisir entre deux façons d'exécuter des prisonniers de guerre allemands : rapidement (en leur tirant dessus) ou lentement (en les brûlant au cocktails molotov). À part ce genre de scènes scriptées, le jeu propose aussi d'achever des soldats blessés qui ne peuvent plus se battre. Ces actions n'ont presque pas de conséquences sur le cours de l'histoire.

### Personnages principaux
Le joueur contrôle principalement deux personnages : le soldat C. Miller, un Marine américain et le camarade Dimitri Petrenko de l'armée rouge.
Le premier est accompagné du sergent Tom Sullivan, du caporal Roebuck et du soldat Polonsky. Très vite, Sullivan meurt au combat et il est remplacé par son caporal pour le reste de la campagne. Dans la version originale du jeu, l'acteur Kiefer Sutherland fait la voix de Roebuck (Patrick Bethune chargé de son doublage dans 24 heures chrono s'occupe de la version française).
Dimitri lui se lie d'amitié à Stalingrad avec le sergent Reznov (que l'on retrouvera dans Call of Duty: Black Ops), un tireur d'élite russe qui ne peut continuer dans sa fonction, blessé au combat. Plus tard, lors de la contre-attaque soviétique en Allemagne, Dimitri reste sous son aile avec un autre compatriote soviétique, le soldat Chernov. Ce dernier, bien que patriotique, est écœuré par la violence de ses camarades et son supérieur Reznov, qui lui au contraire manifeste toute sa haine envers le Troisième Reich par des actes brutaux. Reznov apprécie beaucoup Dimitri pour ses talents militaires et ses actes héroïques. Quant à Chernov, on découvre ses sentiments à l'égard de Dimitri vers la fin du jeu, qui varient en fonction des actes du joueur. Gary Oldman prête sa voix à Reznov dans la VO.
Le joueur contrôle un personnage supplémentaire pour une seule mission : l'officier marinier Locke de l'escadron Black Cat VPB-54 (US Navy) à bord d'un hydravion PBY Catalina.
Il n'existe pas d'antagonistes marquant et particuliers, mais lors d'une mission, Dimitri doit éliminer une cible bien précise : le général allemand Heinrich Amsel. Le personnage est fictif , mais inspiré sur Friedrich Paulus.

### Histoire

#### Campagne américaine
Le soldat Miller est l'un des nombreux américains à s'être engagé dans l'armée américaine après l'attaque japonaise contre Pearl Harbor. Miller et son équipe sont partis en reconnaissance sur l'atoll de Makin, mais depuis quelques jours ils n'ont plus donné signe de vie. Le 17 août 1942, des Marine Raiders de Carlson partent pour une mission de sauvetage. Le sergent Sullivan et le caporal Roebuck n'espèrent pas le retrouver vivant, mais ils arrivent à temps avant qu'il ne soit exécuté (malheureusement pas pour son camarade qui fut torturé, et tué juste avant leur arrivée). Après le sauvetage, ils effectuent leur raid avant d'évacuer.
Deux ans plus tard, Roebuck, Sullivan et Miller se retrouvent dans une même escouade de la 1re division de Marines pour l'invasion de Peleliu. Il y a aussi de nouveaux visages comme le jeune soldat Polonsky. Le 15 septembre 1944, les Marines débarquent sur l'île. Le débarquement qui était censé être assez facile à la suite de deux jours de pilonnage des côtes par les navires américains, s'est avéré plutôt chaotique. Malgré un combat difficile pour l'établissement d'une tête de pont, les Marines accomplissent leur mission. Mais lors de cet aboutissement, le sergent Sullivan y laisse sa vie, transpercé par la lame d'un katana. Roebuck le remplace et participe à la prise d'un aérodrome ennemi pour sa première mission en tant que sergent. Les Marines « nettoient » ensuite les positions de mortier ennemies. Le jour suivant, l'équipe se met en route pour le point, afin de neutraliser les pièces d'artilleries donnant sur les plages, et se trouvant dans les cavernes.
La bataille de Peleliu s'est terminé en novembre 1944, trois mois de plus que ce qui était prévu. Maintenant, la 1re division se dirige vers Okinawa, l'ultime rempart avant de pouvoir atteindre l'île principale du Japon. La flotte américaine se fait attaquer par des escadrons de kamikazes en cours de chemin. Le 3 avril 1945, l'officier marinier Locke patrouille dans les mers au sud d'Okinawa à bord d'un hydravion PBY Catalina. Ils y repèrent un convoi japonais qui est censé ravitailler les troupes à Okinawa. Après y avoir effectué un raid, l'escadron reçoit un appel de détresse de la part de la flotte américaine ravagée. Ils se mettent ensuite en route, et se posent sur l'eau, tentant de repêcher les survivants. L'équipage luttent contre les Zero et les patrouilleurs japonais jusqu'à l'arrivée des Corsair américains.
Le 14 mai 1945, les marines sont arrivés à Okinawa... mais c'est un enfer, comme tous les combats dans le pacifique l'ont toujours été. La pluie et la boue fatiguent les soldats. Dans l'averse, l'escouade du sergent Roebuck doit neutraliser des bunkers japonais sur la Crête de Wana. Après une dure bataille pour accomplir la mission, le major Gordon leur ordonne de prendre le château de Shuri. Il leur promet qu'après cela, ils pourront tous rentrer au pays, ce qui était à moitié vrai. Le 29 mai 1945, après avoir attendu et récupéré les ravitaillements, les Marines se lancent à l'assaut de Shuri. En progressant à travers le château, ils atteignent la cour où ils rencontrent des soldats japonais voulant se rendre. Le sergent Roebuck et le soldat Polonsky s'approchent vers eux afin de les neutraliser, mais soudain, les soldats japonais se débattent. Là, un des soldats japonais va s'accrocher sur Roebuck, en l'emportant avec lui à la grenade. . Miller demande ensuite avec Polonsky des soutiens aériens pour détruire le château (Polonsky lancera aussi des bordées d'insultes aux japonais), tout en résistant à une énorme vague d'ennemis. À la fin du combat, et sans doute de la guerre, Polonsky remet à Miller le dog tag de Roebuck.
(À noter que le soldat Polonsky peut aussi être celui tué par les japonais).

#### Campagne soviétique
Septembre 1942, sur le Front soviétique , l'armée allemande ravage l'Europe... Dimitri Petrenko de la 62e Armée Soviétique gît dans une fontaine remplie de cadavres de ses camarades, de corbeaux, et de survivants arrivant à peine à respirer. Des soldats allemands viennent inspecter le lieu en éliminant tous les survivants. Dimitri arrive à passer pour mort, à l'instar d'un certain Reznov, tireur d'élite russe traquant depuis 3 jours un général allemand : Heinrich Amsel. Cette scène est d'ailleurs largement inspirée de celle du film de Jean-Jacques Annaud. À travers un Stalingrad en ruine, ils arrivent à assassiner leur cible et échapper aux poursuivants.
3 ans passés après l'enfer de Stalingrad, les soviétiques, maintenant en position de force, ont bien l'intention de rendre la pareille au Allemands. La bataille de Seelow est le dernier combat avant de pouvoir marcher sur Berlin. Le soldat Dimitri Petrenko, maintenant affecté à la 3e Armée Soviétique , est retenu prisonnier par les soldats allemands. Le sergent Reznov arrive alors à son secours. Il s'ensuit un assaut violent et vengeur de la part des soldats soviétiques. Tout cela se passe sous les yeux horrifiés du soldat Chernov, qui n'apprécie guère toute cette violence. Petrenko et Reznov embarquent ensuite à bord d'un char T-34, éliminant les dernières forces blindées et d'infanterie restantes sur les hauteurs de Seelow. Puis, ils prennent un wagon qui les mène au District de Pankow. La 3e Armée Soviétique  progresse à travers l'arrondissement berlinois sous les ordres du commissaire Markhov. Le lendemain, ils arrivent dans le cœur de Berlin, combattant dans ses bâtiments et ses rues. Après un rude combat dans les rues de Berlin, les russes se réfugient dans le métro afin de s'abriter des tirs de mortiers. D'autres troupes allemandes les attendaient à l'intérieur. Au fur et à mesure qu'ils progressent à travers le souterrain, ils découvrent un barrage. Tandis que le sergent Reznov essaye d'ouvrir une porte afin d'utiliser une autre issue, on entend un bruit venir depuis le fond du tunnel. Soudain, une vague emporte tout sur son passage aussi bien allemands que soviétiques...
Petrenko, Reznov et Chernov ont pu sortir vivants du métro berlinois. Le 30 avril 1945 Ils doivent maintenant prendre le palais du Reichstag et y dresser le drapeau soviétique en signe de victoire. La défaite allemande face à l'armée rouge n'est effectivement qu'une question de temps. Les dernières forces nazies se battent jusqu'à la mort afin de défendre les bâtiments du palais du Reichstag et du Führerbunker. Mais les soldats soviétiques de la 150e division de fusiliers atteignent rapidement l'entrée du Reichstag. Alors que le soldat Chernov s'apprêtait à y entrer en premier, il fut carbonisé par un lance-flammes allemand (cependant, on peut penser qu'il survit d'une part parce que son nom ne disparait pas, de l'autre parce qu'il semble encore bouger). Reznov récupéra son journal, qui décrit les combats et les violences qu'ils ont traversé, et continua sa route à travers le Reichstag. Après d'intenses combats contre la garde d'honneur de la Schutzstaffel défendant le palais, ils arrivent à monter au sommet du bâtiment. Reznov donne finalement à Petrenko « l'honneur » de planter le drapeau en haut du Reichstag. Il se dirige ainsi vers la croix gammée, afin de le remplacer par celui de sa patrie. Mais soudain, un soldat allemand fait surface en lui tirant une balle. Reznov arrive alors pour le sauver, en tranchant sauvagement l'ennemi avec son énorme couteau. Petrenko s'avance ensuite, à bout de force, et plante le drapeau, marquant la victoire décisive de l'Union Soviétique sur le Troisième Reich et la fin de la guerre en Europe.

## Système du jeu

### Système de jeu
Le jeu met à la disposition du joueur tout un arsenal d'armes allant du pistolet au fusil à pompe en passant par les fusils de précisions, les fusils de combat (dont les premiers fusils d'assaut), les mitrailleuses légères et les pistolets mitrailleurs. On peut également manier certaines armes spéciales comme le bazooka, le lance-flammes, un Canon antiaérien, une mitrailleuse fixe, une grenade à fusil. Le joueur possède aussi des grenades (une fumigène ou un cocktail molotov pour la campagne soviétique et une explosive à fragmentation) et un couteau. Il a aussi la possibilité de demander un appui aérien rapproché ou des tirs de roquettes selon les missions. Le joueur peut prendre des armes différentes (traînant par terre, posées sur une table...) dans le jeu, mais ne peut porter que deux armes (excepté le couteau). Le joueur peut aussi disposer à certaines occasions de charges explosives qui fonctionnent comme les C-4 télécommandés de Call of Duty 4 même si elles sont censées être filaires.
Une fois de plus, le joueur se bat aux côtés de ses coéquipiers. Ceux-ci aident le joueur à tuer les ennemis, à sécuriser une pièce... Le joueur et les personnages peuvent prendre trois positions différentes : debout, accroupi, et allongé. Ils peuvent également sauter.
Pour éviter les tirs ennemis, le joueur et les autres personnages doivent se protéger en se cachant derrière une couverture (murs, véhicules, objets...). Il n'y a pas de médicaments ou d'armures. Quand le joueur se fait tirer dessus, les bords de l'écran deviennent rouges et les battements de son cœur deviennent plus rapides. Si le joueur se cache des attaques ennemies, sa jauge de santé redevient à la normale. Lorsque le joueur est dans la zone d'explosion d'une grenade, un signe qui montre la direction de celle-ci apparaît pour permettre au joueur de s'échapper ou de la renvoyer. Le fait de ramasser une grenade lancée par un ennemi peut s'avérer assez dangereux, tout comme la garder trop longtemps dans sa main car celles-ci explosent quelques secondes après le dégoupillage.
Le fusil Garand M1 peut être rechargé en milieu de chargeur contrairement aux précédents opus sur la seconde guerre mondiale.
Le joueur peut aussi utiliser des obus de mortier en les lançant à la main en tapant le cul de la charge pour l'activer, un peu de la même manière que Le capitaine John H. Miller (Tom Hanks) et le soldat James Ryan (Matt Damon) dans le film, Il faut sauver le soldat Ryan (Saving Private Ryan).

### Multijoueur
Après le succès phénoménal du mode multijoueur de Call of Duty 4, celui de World at War en a principalement hérité (système de grade, points d'expériences, aptitudes spéciales...etc). Les bonus qui récompensaient les joueurs ayant tués des ennemis d'affilée ont été adaptés à l'époque: un avion de reconnaissance vous donnant les positions ennemies sur la carte après 3 tués (équivalent du drone dans Call of Duty 4), un tir d'artillerie sur un secteur souhaité après 5 tués et des chiens d'attaques qui repèrent et essaient d'éliminer les ennemies après sept tués (il est possible de les utiliser pour retrouver les ennemis en les suivant pour s'en occuper soi-même). Les améliorations d'armes sont aussi restées telles que des lunettes de visée, des baïonnettes ou encore des grenades à fusil. Treyarch a poussé l'amélioration des armes jusqu'à la possibilité de mettre un silencieux sur la plupart d'entre elles et à inventer une nouvelle visée, ce qui semble un peu abusif et sort totalement le joueur de l'ambiance seconde guerre mondiale. Des fusées éclairantes et des gaz tabun sont également disponibles en tant que grenades secondaires. Les grenades principales sont la grenade à fragmentation, le cocktail Molotov et la grenade anti-char.
Le système de grade est de retour mais le niveau à atteindre est de 65 (10 de plus que Modern Warfare). Comme pour le précédent, il y a toujours 10 prestiges mais les insignes ne sont pas les seuls récompenses. En effet, des slots de création de classes supplémentaires sont débloqués: un 1er après l'accomplissement du premier niveau de prestige, un 2e au second, un 3e au 4e, un 4e au 7e et un 5e au dernier (ça permet aussi de gagner des images de joueur pour les profils, et de débloquer un succès secret). Il y a également de nouveaux défis coopératif et multijoueur comme « Bartender » où l'on doit tuer 50 ennemis avec des cocktails Molotov ou encore « Frequent Fryer » qui consiste à tuer un certain nombre d'ennemis avec le lance-flammes. Cependant, un nombre considérable de tricheurs augmenterait sur celui-ci.
Les parties privées du 4 qui permettait d'inviter des amis pour ensuite chercher des parties avec eux est amélioré : le leader du groupe est en mesure de donner des ordres au reste de l'équipe en leur indiquant où est-ce qu'il les veut sur une carte, et les joueurs durant les parties réapparaissent près de leurs coéquipiers. Il est aussi possible de créer des groupes durant les parties, sans revenir à chaque fois au menu.
Les seuls véhicules disponibles en multijoueur sont les chars et seulement sur certaines cartes. Le joueur peut zoomer puis tirer avec son canon principal. Contrairement à Call of Duty 3, il est impossible de les éliminer en lançant une grenade par le dessus, et le joueur doit disposer d'un atout pour tirer avec sa mitrailleuse coaxiale. Il y a des cartes, des modes de jeu et des atouts spécifiques aux véhicules (les cartes pour véhicules sont plus vastes que celles pour l'infanterie). La présence ou non des véhicules peut être déterminée dans le menu des matchs. Les dégâts sont localisés: par exemple, en tirant constamment sur les chenilles d'un char, il sera immobilisé. Les véhicules sont absents en mode Recherche et Destruction et dans une mise à jour, l'utilisation des véhicules en mode Hardcore a été désactivée.
Il y a sept fusils mitrailleurs cinq pistolets mitrailleurs et cinq fusils à verrou. Les atouts ainsi que les armes se débloquent au fur et à mesure du niveau d'honneur du joueur.

### Mode coopératif
Le jeu intègre un mode coop de la campagne solo (les missions « Vendetta » et « Chats Noirs » ne sont pas jouables en coopération), jouable jusqu'à quatre (sur quatre consoles ou sur deux avec Écran divisé partageant l'écran en deux). La version Wii n'a pas de mode coop en ligne (il y a un coop local où un deuxième viseur est ajouté sur l'écran).
Il y a également un mode co-op compétitif où l'on peut débloquer des points d'expérience que vous pourrez utiliser en ligne. Dans le mode coop, si un joueur est neutralisé il perdra des points et ne pourra pas réapparaître. Un autre joueur doit le réanimer et ce dernier est récompensé par des points pour cet acte héroïque (le joueur touché est en position de "baroud d'honneur", c'est-à-dire : à terre, pistolet à la main). Le joueur touché doit être réanimé avant un certain temps, sinon il mourra et la mission sera un échec. Le jeu devra recommencer depuis le dernier point de contrôle.

### Mode Zombies
Le mode Zombie est un mode seul ou en coopération, sur une carte où le ou les joueurs doivent repousser des vagues de zombies à travers chaque niveau. Il est à noter que le jeu ne connaît pas de fin tant que tous les joueurs ne sont pas morts, des vidéos visibles sur Internet faisant état de records pouvant atteindre plusieurs milliers de manches ‒ ces scores étant possibles la plupart du temps grâce à des bugs du jeu ou des codes de triche.
Le joueur gagne des points en infligeant des dégâts aux zombies, en les tuants, en réanimant un coéquipier tombé à terre ou en reconstruisant des barricades ‒ il est aussi possible d'en perdre, notamment en tombant à terre. Avec les points, il est possible d'effectuer divers achats (armes, équipement...), de dégager certains obstacles empêchant la libre évolution à l'intérieur de la carte, ou d'effectuer certaines actions (activer des pièges, des téléporteurs...), et même d'acquérir des "Atouts", matérialisés par des distributeurs de boissons de différentes couleurs, tels que le Mastodonte qui permet de recevoir 5 coups au lieu de 2 avant de tomber à terre, Double-Coup qui augmente de 25% la cadence de tir des armes automatiques, Passe-Passe qui divise par deux le temps de rechargement ainsi que Réanimation Rapide qui divise par deux le temps nécessaire pour soigner un joueur ayant été éliminé par les zombies.
De plus, certains zombie lâchent des bonus ayant la forme d'un objet doré entouré d'un halo vert. Les bonus sont les suivants: Morts instantanées (Insta-kill), il se présente sous la forme d'un crâne et dure 30 secondes. Il permet de tuer ses adversaires d'un seul coup de n'importe quelle arme. La bombe atomique (Nuke) tue tous les zombies présent sur la carte, Munition max (Max ammo) remplit instantanément la réserve de munition et de grenade des joueurs en vie
Points Double (Double points) dure 30 secondes et double les points reçus en blessant où tuant les zombies ainsi quand reconstruisant les barricades.
Cependant, il n'est possible de posséder que quatre atouts en même temps, et le joueur les perdra s'il tombe à terre. Une fois réanimé, il conservera en revanche ses armes. Si malheureusement personne ne vient le réanimer avant un temps donné, il disparaîtra de la carte et ne réapparaîtra qu'à la manche suivante (à condition que les autres joueurs survivent à celle en cours...), sans atout ni arme. La partie se termine lorsque tous les joueurs sont à terre.

#### Niveaux
Nacht der Untoten ("Nuit des Morts-vivants")
C'est le niveau "classique" du mode Zombie : la carte est débloquée une fois la campagne solo terminée ou un Map Pack acheté en ligne. Le bâtiment où se déroule le niveau est repris des cartes dans le Pacifique(dans la mission atterrissage forcée) : il s'agit d'un bunker délabrée, abandonnée au milieu d'un épais brouillard, une nuit de pleine lune.
Le niveau comporte un rez-de-chaussée et un seul étage, chacun divisé en deux pièces. Dans une pièce où le mot "Help" est peint sur la porte se trouve une boîte magique décorée de point d'interrogation (la boîte mystère) qui distribue des armes de manière aléatoire pour 950 points. Les zombies possèdent 150 points de vie au départ et gagnent 100 points de vie jusqu'à la manche 9, après, ils gagnent un multiplicateur de 1.1 pour le reste du jeu.
Verrückt ("Fou")
Disponible en achetant le Map Pack 1 sorti le 19 mars 2009, le niveau est basé sur le même principe que Nacht der Untoten, bien que prenant place cette fois-ci dans un asile abandonné. Ce mode se présente comme une version beaucoup plus fouillée de son prédécesseur : en effet, si les joueurs sont 4, ils sont divisés en deux binômes. Le niveau se corse très vite, et il devient rapidement nécessaire que les deux groupes se rejoignent pour plus d'efficacité. Il faut donc ouvrir de nombreuses portes pour accéder à de nouvelles armes, mais aussi à des pièges électriques pour contrer les zombies. C'est dans ce niveau que font leur apparition les distributeurs procurant des atouts aux joueurs. Ces différents bonus se trouvent dispersés partout dans l'asile, dans une zone jouable très grande, ce qui pousse les joueurs à se déplacer constamment. Cela impose donc de se couvrir mutuellement, ainsi, le jeu d'équipe est encore plus indispensable. De nouvelles armes apparaissent également pour la première fois dans le mode zombie nazi (PPSh-41 et surtout des "betty bondissantes"). À noter que les personnages qu'incarnent les joueurs s'expriment très souvent (jurons, cris de joies en plein combat...) et les zombies hurlent aussi constamment.
Shi no Numa ("Marais de la mort")
Faisant partie du Map Pack 2, Shi no Numa est un niveau se situant au beau milieu d'un marécage Japonais. Les zombies sont cette fois des soldats impériaux japonais, et les joueurs incarnent des personnages spécifiques avec chacun leur nom  leur nationalité (les modèles des personnages sont cependant tirés de la campagne solo) : Tank Dempsey (Polonsky) déjà présent sur Verrückt, Nikolai Belinski (Chernov), Takeo Masaki (officier japonais) et Edward Richtofen (Armsel) à la place des deux quatuor de soldats américains des cartes précédentes. Ici encore, l'esprit d'équipe est indispensable, du fait de la grande superficie de la carte (plus grande même que Verrückt) et de la possibilité pour les zombies d'accéder à de nouvelles fenêtres, poussant les joueurs à bien se couvrir mutuellement. Par ailleurs, la salle où apparaissent les joueurs en début de partie offre deux possibilités pour évoluer dans la carte. Choisir d'ouvrir la porte, les escaliers ou même les deux impose différentes stratégies et offre divers avantages et inconvénients suivant l'ouverture choisie. En termes de nouveauté, le niveau inclut de nouveaux distributeurs d'atouts, des "chiens de l'enfer" qui apparaissent à partir de la manche 5, 6 ou 7 et de manière aléatoire toutes les 4 ou 5 manches, une arme-miracle créée par Richtofen Wunderwaffe DG-2 qui fait référence aux Wunderwaffe (des armes révolutionnaires censées permettre le renversement de la situation militaire catastrophique du Troisième Reich à la fin de la Seconde Guerre mondiale) et de nouveaux Succès/Trophées. À noter qu'un bonus "munitions au max" est donné à la fin de chaque manche de chiens de l'enfer.
Der Riese ("Le Géant")
Faisant partie du Map Pack 3, Der Riese est un niveau se situant dans une usine/laboratoire aux environs de Breslau en Allemagne ; dans l'histoire du mode zombie, c'est ici que se sont déroulées les expériences principales. Les joueurs incarnent les mêmes personnages spécifiques que dans Shi No Numa. En termes de nouveauté : des téléporteurs, deux nouvelles armes : le couteau de chasse et les bombes singes (automates en forme de singe qui attirent les zombies pas une petite musique avant d'exploser), un "améliorateur" d'armes(appelé le Pack-a-Punch, ou le Sacré Punch), ainsi que les chiens de l'enfer qui tiennent à nouveau compagnie aux zombies, et de nouveaux Succès/Trophées. La Wunderwaffe DG-2 est de nouveau présente.
Custom map (cartes personnalisées)
Il existe également une multitude de cartes zombie dites "Custom maps" (ou cartes personnalisées) créées par des joueurs, dont les objets, le thème, ou même les armes reposent sur la plupart des opus de la franchise. Ces "custom maps" ne sont disponibles que sur la version PC du jeu et sont fabriquées à l'aide d'un logiciel, le "mod tools" (Outils de modding ou fabrication). Il faut néanmoins installer un patch d'installation contenant au moins la carte officielle dont les objets sont issus pour pouvoir lancer les-dites cartes personnalisées.

## Développement
Une première bande annonce a été diffusée le 21 juin 2008.
Une bêta multijoueur est sortie en octobre 2008 sur PC et Xbox 360.

## Réalisation

### Moteur de jeu
Le jeu utilise le même moteur graphique que Call of Duty 4: Modern Warfare tout comme pour l'autre jeu de Treyarch sorti au même moment: 007: Quantum of Solace (James Bond). Quelques modifications ont été apportés au moteur. La Wii bénéficie également de ce moteur mais il a été adapté à la console.
Les grands changements sont l'introduction de décors inflammables et celle de l'eau. Le joueur a la possibilité de brûler avec un lance-flammes ou des cocktails Molotov. En opposition à l'élément feu, l'eau (interactive) y fait également son apparition. Le joueur peut en effet y entrer, mais ne peut pas sprinter et sa vitesse y est deux fois plus lente. Le moteur physique a été modifié pour faire en sorte que les objets et les cadavres flottent. Il était au début prévu qu'on puisse nager mais la version finale du jeu ne présente presque pas d'endroits permettant de le faire, même si la fonctionnalité existe toujours puisqu'on peut nager sur une plage de débarquement de Makin lors de la première mission.
Pour aider le jeu à avoir une atmosphère plus sombre et violente, le jeu est plus gore : démembrements, peaux qui fondent à cause des brûlures, impacts des balles sur les cadavres...
La physique a été améliorée de sorte que les feuillages se dégagent au passage du joueur. En campagne solo, chaque véhicule a sa propre peinture, son propre décalque et son propre feuillage, on en retrouve jamais deux qui sont exactement identiques.
Certains aspects de la réalisation technique ne sont pas dans la version multijoueur du jeu comme la physique de l'herbe, l'effet du soleil ou l'inflammation du décor.
Deux IA avec certains aspects différents sont utilisés en fonction des deux campagnes (Est ou Pacifique). Contrairement aux allemands qui ont une tactique plus "traditionnelle", les japonais utilisent la tactique guérilla (embuscades, pièges, tirs depuis des arbres, camouflages, etc.) et ont des comportements plus ou moins fidèles au code bushido (des charges suicidaires à la baïonnette en refusant de se rendre). Des tireurs embusqués japonais se cachent dans des arbres en étant attachés par des cordes, et une fois morts, ils sont pendus par les pieds (en tirant sur la corde, ils tombent).
Les animations des personnages à l'intérieur de l'hydravion PBY Catalina ont été réalisées par capture de mouvement d'un acrobate du Cirque du Soleil, jouant dans une maquette en taille réelle de l'appareil, construite pour l'occasion.

### Son
La musique symphonique traditionnelle, référence des films et jeux vidéo de la seconde guerre mondiale est mise de côté pour une bande-son plus moderne et rock.
Au niveau des effets sonores, Treyarch a introduit quelques nouveautés. Ils ont notamment ajouté un effet d'occlusion du son : quand le joueur entend un bruit à travers un obstacle ou de loin, il l'entend différemment par rapport à une source sonore se trouvant dans son champ de vision. Les sons se déplacent également dans l'espace grâce au "Flux System", rendant possible divers effets comme les réflexions et les échos des coups de feu.

## Accueil

### Critique
Ce jeu avait été plutôt bien vu par les sites Internet de jeux vidéo, mais cependant moins que les autres opus de la série étant donné que cet épisode a été développé par Treyarch.

### Ventes
Xbox 360:7,4 millions de ventes.
PS3:5,43 millions de ventes.
Total:12,83 millions de ventes.

## Autres plates-formes

### Nintendo DS
Call of Duty: World at War sur Nintendo DS est sorti le 11 novembre 2008 aux États-Unis et le 18 novembre 2008  en Europe. Il a été développé par n-Space et édité par Activision.
Il possède 26 niveaux en mode Solo (10 avec les Américains, 8 avec les Anglais et 8 avec les Russes), un mode multijoueur jouable de 2 à 4 joueurs et un mode en ligne jouable via la connexion Wi-Fi vers le monde. Lors de la campagne américaine, vous incarnez un soldat de la marine américaine pendant la guerre du Pacifique. Quelques missions comme la prise d'Iwo Jima par les Américains en font partie. Durant la campagne anglaise, vous incarnez un soldat anglais qui était pilote de bombardier jusqu'à ce que celui-ci s'écrase dans la campagne française. Pendant la campagne russe, vous êtes un artilleur de ML-20 qui attaque Seelow Heigths, une ville allemande. Au cours de la campagne, votre supérieur se fait tuer lors de l'explosion d'une usine allemande.
Cette version a reçu les notes suivantes de la presse spécialisée :
- IGN : 8,3/10[10]
- Jeuxvideo.com : 12/20[11]
- Pocket Gamer : 8/10[12]

### Call of Duty: World at War - Zombies
Le 18 septembre 2009, une version iPhone de Call of Duty: World at War, intitulée Call of Duty: World at War - Zombies est mise en ligne sur l'App Store. Cette version propose le mode Zombie du jeu et la carte Nacht der Untoten. Un mode multijoueur en Wi-Fi jusqu'à quatre joueurs est possible.
Depuis le 10 février 2010, un contenu est mis en ligne en téléchargement via l'application elle-même. Il s'agit de la carte Zombie Verrückt, contenant les atouts, l'électricité et d'autres nouveautés que les joueurs ont connus sur les versions Xbox 360, PS3 et PC.  
De plus, depuis les 2 et 3 juin 2010, la troisième carte intitulée Shi No Numa est sortie en contenu téléchargeable via l'application elle-même, tout comme Zombie Verrückt. Cependant quelques modification mineures ont été apportées : absence du corps pendu, absence de lumière dans le ciel indiquant l'emplacement de la boîte, etc.
Enfin, le 30 septembre 2010, les cartes Zombie Verrückt et Shi No Numa ne sont plus des DLC, mais sont intégrées au jeu de base et la 4e carte Der Riese est ajoutée.
Le jeu a reçu les notes suivantes de la presse spécialisée :
- IGN : 7/10[14]
- Jeuxvideo.com : 9/20[15]
- Pocket Gamer : 9/10[16]
- TouchArcade : 3,5/5[17]